# Eren Yeager
Eren Yeager az Isayam Hajime által készített Singeki no kjodzsin (angolul Attack on Titan) című manga-és animesorozat főszereplője.
Eren egy tinédzser, aki megesküszik, hogy bosszút áll a titánokon, azaz az óriásokon, akik megették az édesanyját. Ezért Eren gyerekkori barátjaival (Mikasaval és Arminnal) csatlakozik a Felderítő Egységhez – egy elit katonákból álló csoporthoz, akik a titánokkal küzdenek a falon kívül. Később kiderül, hogy Eren titánná tud változni, amit az emberiség ki is használ annak érdekében, hogy legyőzzék a titánokat.
Az animében a japán szinkronhangja  Yūki Kaji, az angol hangja pedig Bryce Papenbrook.